# Beomcheon-dong
Beomcheon-dong (koreanska: 범천동) är en stadsdel i Sydkorea. Den ligger i stadsdistriktet Busanjin-gu i staden Busan, i den sydöstra delen av landet, 300 km sydost om huvudstaden Seoul.

## Indelning
Administrativt är Beomcheon-dong indelat i:
| Namn    | Namn                 | Yta i km² | Invånare 30 jun 2020 |
| ------- | -------------------- | --------- | -------------------- |
| 범천1동 | Beomcheon 1(il)-dong | 0,55      | 11 961               |
| 범천2동 | Beomcheon 2(i)-dong  | 1,77      | 20 124               |